# Cercle saphique de Madrid
Le Cercle saphique de Madrid (en espagnol : Círculo Sáfico de Madrid) est un club de femmes lesbiennes madrilènes fondé en 1916 par l'artiste d'avant-garde Victorina Durán, disparu du fait du régime de l'Espagne franquiste.

## Contexte
L'Espagne du début du XXe siècle, après la perte de ses colonies, connaît de profonds changements dans les domaines sociaux et sociétaux. Comme partout en Europe, les mouvements des droits des femmes s'organisent, au niveau politique, avec les femmes de la Génération de 14 (Clara Campoamor, Victoria Kent, Carmen de Burgos) et bientôt artistique, avec l'avènement des Sinsombrero.  
Dans ce contexte, l'artiste pionnière Victorina Durán créé le Cercle saphique en 1916, à Madrid. Bien que le terme « lesbienne » soit présent dans la langue académique espagnole depuis 1870, c'est son synonyme « saphique » qui est choisi, reprenant l'adjectif créé en relation avec la poétesse antique Sappho.  
Le Cercle est féministe et se veut complémentaire des autres institutions féminines espagnoles, telles que la Residencia de Señoritas et le Lyceum Club Femenino, deux institutions créées par la Basque María de Maetzu, ou le Lyceum Club de Barcelone, fondé par la Catalane Aurora Bertrana.

## Fonctionnement
L'association joue un rôle important pour les lesbiennes du Madrid des années 1920. Les membres peuvent se réunir, échanger et se rencontrer dans un espace protégé. Contrairement à d'autres institutions lesbiennes de l'époque, comme le Eve's Hangout de New York, le Cercle saphique de Madrid est exclusivement féminin et n'est pas géographiquement fixe, à la manière du Sewing Club d'Hollywood où se réunissent notamment Greta Garbo, Marlene Dietrich et Joan Crawford. Le club de Madrid se réunit ainsi dans différents endroits de la capitale, bien qu'en 1935, les membres ont l'habitude de se réunir plus régulièrement dans la maison de la diplomate chilienne Gabriela Mistral.

## Disparition sous Franco
Lors du soulèvement nationaliste de 1936 contre la Seconde République et le déclenchement de la guerre d'Espagne, le Cercle doit fermer à Madrid. Indésirable comme les autres mouvements féminins et non toléré par la dictature franquiste, le Cercle poursuit pendant quelques années ses réunions en exil à Buenos Aires (avec Victorina Durán, Elena Fortún et Rosa Chacel) et à Lisbonne (avec Matilde Ras), avant de se dissoudre en raison de la dispersion géographique de ses membres exilées.

## Membres notables
- Matilde Ras (1881-1969), graphologue
- Elena Fortún (1886-1952), écrivaine
- Gabriela Mistral (1889-1957), enseignante et diplomate
- Victoria Kent (1891-1987), avocate et ministre
- Lucía Sánchez Saornil (1895-1970), journaliste anarchiste
- Rosa Chacel (1898-1994), écrivaine
- Victorina Durán (1899-1993), artiste surréaliste
- Carmen Conde (1907-1996), poétesse
- Irene Polo (1909- 1942), journaliste[5]

## Postérité
- Rosa Chacel évoque le Cercle dans son roman Acrópolis (1984).
- La série Les Demoiselles du téléphone, sur le réseau Netflix[6], évoque le club à travers le personnage de Carlota, joué par Ana Fernández[7].